# Maybach HL 230 P45
Maybach HL 230 P45, bensinmotor tillverkad av Maybach-Motorenbau GmbH under 1940-talet. P står för panzermotor (olika beroende på användningsområde) och tillverkades enbart för den tyska arméns tiger-stridsvagnar Tiger I, Tiger II.
På grund av det trånga motorutrymme i stridsvagnarna kunde man inte tillverka en större motor, då den tidigare modellen 210 var klart undermålig i förhållande till vagnens storlek.
Modifiering innebar utbyte av cylinderblocket tillverkat i aluminium till gjutjärn. Detta innebar ökad vikt och stelhet samt effektökning till 700 hk.

## Avancerad specifikation
- Material
  - Kolvar: aluminium
  - Cylindertopp: gjutjärn med hemisfäriskt förbränningsrum